# 佐富女王
佐富女王（さとみのひめみこ / さふのひめみこ / さほのひめみこ、生没年不詳）は、飛鳥時代の皇族。父は田目皇子、母は穴穂部間人皇女。穴穂部間人皇女は田目皇子の父用明天皇の皇后であり、用明天皇の崩御後に田目皇子と再縁し、佐富女王を産んだことになる。
聖徳太子の異母兄の娘かつ異父妹にあたる。
甥であり、従兄弟に当たる長谷王（聖徳太子と膳部菩岐々美郎女の子）と結婚し、葛城王・多智奴女王を産む。